# 久野孝保
久野 孝保（くの たかやす、1946年（昭和21年）6月20日 - ）は、日本の政治家。元愛知県大府市長（3期）。旭日小綬章。

## 来歴
愛知県立刈谷高等学校を経て、1971年（昭和46年）3月早稲田大学政治経済学部卒業。同年4月、大府市役所に入所。市民部長などを務めたのち、2003年（平成15年）12月8日、退職。
2004年（平成16年）4月4日に行われた大府市長選挙に無所属で出馬し初当選（投票率は39.85％）。4月13日、市長就任。2008年（平成20年）3月30日に行われた市長選で2選（投票率は42.90％）。2012年（平成24年）3月18日公示、3月25日投票の市長選で無投票で3選。2015年（平成27年）11月20日、任期満了に伴う市長選に出馬せず、引退する意向を表明した。
2017年 春の叙勲で地方自治功労により旭日小綬章を受章。